# Krzysztof Charlęski
Krzysztof Charlęski (Charliński) herbu Bończa – starosta horodelski w latach 1639–1645, dworzanin królewski w 1614 roku.
Syn podkomorzego łuckiego Mikołaja. Żonaty z Anną Hornostajówną i Konstancją z Sierakowskich. Z pierwszą żoną miał syna Władysława i córkę Katarzynę.
Poseł na sejm nadzwyczajny 1629 roku z województwa wołyńskiego. 